# 帕帕戈法姆斯 (亞利桑那州)
帕帕戈法姆斯（英語：Papago Farms）是位於美國亞利桑那州皮馬縣的一個非建制地區。該地的面積和人口皆未知。

## 地理
帕帕戈法姆斯的座標為31°47′09″N 112°18′32″W / 31.78583°N 112.30889°W，而該地的平均海拔高度為535米（即1755英尺）。